# Джон Галк
Джон Вітакер Халк FRS (6 листопада 1830 — 19 лютого 1895) був британським хірургом, геологом і колекціонером скам'янілостей. Він був сином лікаря в Ділі, який став послідовником Гекслі, незважаючи на глибоку релігійність.
Халк став колегою Гекслі в Королівському коледжі хірургів. Він був багаторічним колекціонером з Уельденських скель острова Вайт, і його роботи з палеонтології хребетних включали дослідження Ігуанодонів та Гіпсилофодонів з Уельдена (Рання крейда). Він став президентом Геологічного товариства (1882–84); і був нагороджений медаллю Волластона в 1888 році. Він був президентом Патологічного товариства Лондона в 1883 році та президентом Королівського коледжу хірургів з 1893 року до своєї смерті.

## Життя
Халк народився в Ділі, Кент, в сім'ї лікаря загальної практики. Він здобув освіту частково в школі-інтернаті в Англії, частково в Моравському коледжі в Нойвід, Німеччина (1843–1845), де він отримав глибокі знання німецької мови та зацікавився геологією завдяки відвідинам району Айфель. Голландського реформатського походження та з кальвіністськими нахилами, він дотримувався суворих поглядів: "його протестантизм був нетерпимого типу". Він добре ладнав з Гекслі, чий агностицизм також був досить суворим. Після повернення з Німеччини він вступив до Королівської колегіальної школи, а через три роки розпочав роботу в лікарні. Він отримав кваліфікацію MRCS у 1852 році.

## Кар'єра
Під час Кримської війни він зголосився добровольцем і був призначений (1855) хірургом-асистентом у Смірні, а згодом під час облоги Севастополя. Після повернення додому він став медичним репетитором у своїй старій лікарні, був обраний FRCS у 1857 році, а згодом хірургом-асистентом Королівської офтальмологічної лікарні, Мурфілдс (1857), і хірургом (1868–189).
У 1861 році Халк вперше описав окулодермальний меланоз (Nevus of Ota). У 1870 році він став хірургом у Міддлсекській лікарні, і тут була виконана значна частина його важливішої хірургічної роботи. Його майстерність як оператора була широко відома: він був чудовим хірургом загальної практики, але зробив свій особливий внесок як офтальмолог. Як геолог він здобув європейську репутацію: у 1867 році він був обраний членом Королівського товариства за свої дослідження анатомії та фізіології сітківки у людини та нижчих тварин, особливо плазунів.
Згодом він присвятив увесь свій вільний час геології і особливо скам'янілим динозаврам, описуючи багато решток динозаврів з острова Вайт. Він мав доступ до однієї з найкращих приватних колекцій того часу: колекції преподобного В. Фокса на острові Вайт. Халк знайшов повний череп Ігуанодона у 1869 році та запропонував його Гекслі для опису. Гекслі був надто зайнятий, але допоміг Халку підготувати та описати його. Халк опублікував низку статей у "Квартольному огляді" Геологічного товариства Лондона. У 1887 році Геологічне товариство нагородило його медаллю Волластона.
Він був президентом Геологічного та Патологічного товариств у 1883 році, президентом Клінічного товариства з 1893 по 1895 рік та президентом Королівського коледжу хірургів з 1893 року до своєї смерті. Він був людиною з широким спектром знань не тільки з науки, але й з літератури та мистецтва. Загалом він опублікував понад п'ятдесят праць, 28 з яких присвячені динозаврам. Після його смерті його колекцію було передано до Музею природознавства. Він прочитав лекцію Бредшоу 1891 року в Королівському коледжі хірургів про переломи та вивихи хребта.
Він мав прочитати промову Хантера в Королівському коледжі хірургів безпосередньо перед своєю смертю в лютому 1895 року. У підсумку її було прочитано від його імені колишнім президентом Томасом Брайантом.